# Harry Sundberg
Harry Sundberg (Stockholm, 9 januari 1898 – aldaar, 16 mei 1945) was een Zweeds voetballer.
Sundberg speelde gedurende zijn carrière 13 keer voor het Zweeds voetbalelftal, hij debuteerde op 28 mei 1922 tegen Polen. Tevens maakte hij deel uit van de selectie voor de Olympische Zomerspelen 1924, waar Zweden een bronzen medaille haalde.